# ホットショット
ホットショットとは田宮模型（現・タミヤ）が初めて発売したバギータイプの4WD電動ラジオコントロールカー（ラジコン）。
1985年4月16日発売、キット価格21,800円。尚、ホットショット（2007）として2007年夏以降復刻発売中である（価格24,800円）。

## 概要
シャーシはEPL（エンジニアリングプラスチック）製、箱型形状のものを上下に2分割し上側をフレーム、下側をコントロール装置を収める箱、つまり「メカボックス」とした「バスタブモノコック複合」方式とした。
駆動方式は実車と同様のプロペラシャフト（推進軸）による4WDを採用し、ギアボックスを密閉することでノーメンテナンス・防塵性を確保していた。
サスペンションはフロント、リアともにダブルウィッシュボーン独立懸架が採用された。フロントのダンパーは上下のうち下側のアーム（ロアアーム）を挟むように横置きに1本だけ搭載される方式。リアはV字型に配されアッパーアームに繋がる板状のリンケージの支点部にプッシュロッドが繋がり、それがリアギアボックス最上部に縦置きされる1本のダンパーをロッカーアームで作動させる(サスペンションが沈むとV型の支点が引き上げられ、その合力によりプッシュロッドを押す)「プル&プッシュロッド・モノショック」方式となっていた。重みによる車体の傾き（ロール）を抑えるため、前後にはアンチロールバー（スタビライザー）が装着された。
ホイールはこの車両より一体整形のディスク（円盤）造形となった。タイヤは長円形のブロックの中に一部スパイクの入った「オーバルブロック」を採用。
ボディはポリカーボネート製であったが、シャーシの前部からコクピット（運転席）までを覆う「ハーフカウル」で、後はコクピット前部からリアギアボックス後端まで、リアウィング（後部に付く翼状のもの）マウントを兼ねたEPL製のトラスフレームを架装。コクピットの横にはネットが張られ、屋根もアルミニウム製の板を整形して装着した。

## メカニズム
- シャーシ：EPL製バスタブ複合モノコック構造
- サスペンション：
F/スタビライザー付き、ボールマウント・Aアームダブルウィッシュボーン独立懸架、オイルダンパー横置きモノショック方式
R/スタビライザー付き、Hアームダブルウィッシュボーン独立懸架、オイルダンパー縦置き、プル&プッシュロッド・モノショック方式
- タイヤ・ホイール：
F/オーバルブロック、トレッド幅25mm
R/オーバルブロック、トレッド幅35mm
F/Rともに1ピース造形
- ボディ：ポリカーボネート製ハーフカウル＋EPL製トラス構造フレーム
- 原動機：電気直流モーター、マブチ・RS-540S
- 駆動形式：横置きミッドシップ・モーター、シャフト駆動式四輪駆動
- 本体重量（コントロール装置・バッテリー除外時）：約1250g

## 走行性能
田宮模型初の本格4輪駆動バギーカーとして注目を集めた同車であったが、以下のように欠点もあり、4WD のトラクションが活かせる環境以外では、当時の同クラス2WD モデルより遅かった。加えてアンダーステアがあるなど、操縦性にも問題はあった。
- 重量・・・決して軽量化を重視した設計ではなく、通常の2WD モデルからの増加があった。
- 駆動ロス・・・キット付属のボールベアリングは4個しかなく、後に発売されたフルベアリングセットは、本体キット価格の1/3にも達する高価なものであった。
- サスペンション・・・凝りに凝った複雑な形式で面白みはあったが、性能は現代の物には及ばなかった。ダンパーが車体に固定されない（サスペンションアームにのみ固定される）方式のフロントは、バネが一度縮むと、ロールに対してスタビライザーのみで支える構造で、ロールは防ぎきれない場面があった。また、ユニークな構造のリアは（バネの強さとは別に）動きが渋く、サスペンションアームの迎え角の問題とも重なって、ギャップであまりストロークせずリアが跳ねた。
- センターデフ無し・・・前後が直結で、且つワンウェイクラッチなども装備しなかったため、舗装路ではタイトコーナーブレーキング現象があった。ダートでは、ロールの酷さからくるアライメント変化も手伝って、アンダーステアがあったがステアリングワイパー化の改造で劇的に舵角、脱アンダーステアをはかる事が出来た。
- 付属のレジスター式3速スイッチはサーボとスイッチプレートが固定されておらず、度々接触不良を起こした。スピードコントロールアンプは当時はまだ非常に高価で、載せ替えはごく一部のユーザーのみにとどまった。

その後、前後モノショックの欠点を補う為、後に追加されたスーパーショットに採用されている独立4本ショックの改造キットが販売された。

## 耐久性能
30年を経過した今でも走らせ続けている人もおり、シャーシの耐久性は古き良き時代のものである。
フロント足回りもタイヤを保持するナックルに直立させた大型のピロボールをプレートで挟み込む構造だったため、組み立てた直後は作動が重く、使い込むと徐々にガタが酷くなるという状態だった。クラッシュした場合には、サスアーム周りが破損したりする事はあった。
ホイールに関しては1ピース構造であったが、そのディスク面が薄く弱く、使えば使うほど反ってしまうというものであった。

## 整備性能
密閉性が高かった反面、整備性は悪く、コントロール装置のセッティングには、下のボックスを開けるのにネジ6本を緩める必要があった。しかもこのネジはタッピングビスではなかったにもかかわらず、プラスチックの穴にネジを切りながら押し込むというもの。ピッチの細かいネジだった。さらに、繰り返しメンテナンスをするうちにネジが効かなくなってくるというオマケ付きだった。クリスタル交換ですらシャシをばらすことになるため、かなりつらい構造であった。
廉価版である「ブーメラン」ではオープンタイプのバスタブフレームとすることで改善された。また、復刻版では「ホットショット2」のハッチ付きアッパーフレームを採用し、クリスタル交換が行いやすくなっている。

## ゴールド（金）メッキホイール
ホットショットはキットの箱絵や、CMの走行シーンなどでは金色のメッキが施された、メッキタイプのホイールを装着していた。しかし実際にはキットに同梱されておらず、入っていたのはノーマルの白色であった。
このことに関してユーザーからの要望が多く、後に交換パーツとして販売されることとなった。

## 四輪駆動ブーム
ホットショットの登場により、ブームは二輪駆動から四輪駆動に移っていった。4WDは、2WDに比べ車重や駆動が重い、またアンダーステアが強い、というデメリットこそあったものの、基本的な部分がしっかりしていれば（ベアリングの装着等）ホットショットでさえかなりの速度で走行可能であった。加えてコーナーを多少乱暴に攻めても挙動が乱れにくい、というメリットもあった。
しかし、前述されている様々な欠点があったためレースにおいては、ほぼ同時期に発売された京商のオプティマや横堀模型（現・ヨコモ）のドッグファイターなどを相手に苦戦することとなり、これ以降「タミヤ車はレースに勝てない」というイメージが強くなってしまう。

## 派生モデル
ホットショットは前述のとおり、性能面で不十分な点が多かったため、整備性や走行性能を高めたモデルが数多く発売された。
- スーパーショット
- ブーメラン
- ビッグウィッグ
- ホットショットII
- スーパーセイバー